# Episteme shevaroyensis
Episteme shevaroyensis är en fjärilsart som beskrevs av Embrik Strand 1912. Episteme shevaroyensis ingår i släktet Episteme och familjen nattflyn. Inga underarter finns listade i Catalogue of Life.